# Ochthebius laevisculptus
Ochthebius laevisculptus es una especie de escarabajo del género Ochthebius, familia Hydraenidae. Fue descrita científicamente por Reitter en 1901.
Se distribuye por Kirguistán. Mide 1,9 milímetros de longitud. Se ha encontrado a altitudes de hasta 2100 metros.